# Zlatoúst
Zlatoúst (en ruso: Златоуст; pronunciación en ruso: [zlətɐˈust]) es una ciudad del Óblast de Cheliábinsk en Rusia, está situada en la cuenca del río Kama, 160 km al oeste de la ciudad de Cheliábinsk.

## Etimología
El nombre de la ciudad es la traducción de Crisóstomo, literalmente «boca de oro» en griego, ya que la ciudad fue fundada cerca de una iglesia dedicada a este santo.

## Historia
Zlatoúst fue fundada en el año 1754 debido a la construcción de una fundición. Entre los años 1774 y 1776, los trabajadores de la planta tomaron parte en la insurrección encabezada por Yemelián Pugachov. A principios del siglo XIX, Pável Anósov construyó la primera fábrica rusa de cuchillas de acero bulat en Zlatoúst. La ciudad también es conocida por la fabricación de los primeros cañones de acero bulat ruso. También en el inicio del siglo XIX se construyó una fábrica de armas que comenzó a producir sables y espadas. En el año 1903, las autoridades zaristas reprimieron brutalmente una huelga, organizada por los trabajadores de Zlatoúst.
Los soviéticos se hicieron con el control de Zlatoúst, en marzo del año 1918. La ciudad fue ocupada por los blancos entre junio del año 1918 y julio del año 1919. El 13 de julio de 1919, Zlatoúst fue capturada por el Ejército Rojo.
Durante el período soviético, Zlatoúst se convirtió en una ciudad industrial, que se especializó en la metalurgia, ingeniería mecánica, fabricación de herramientas, la producción de alimentos, y otras industrias. En la actualidad Zlatoúst es uno de los centros artísticos de grabado en metal de Rusia. Tradicionalmente, estos grabados fueron realizados sobre las armas, como cuchillos y espadas, sin embargo, durante el período soviético fueron grabados en placas decorativas de metal. Hoy en día el grabado de armas es popular de nuevo. 
Tradicionalmente, Zlatoúst, al igual que el resto de la región de los Urales, también ha sido famoso por sus pelmeni.

## Clima
| Parámetros climáticos promedio de Zlatoúst (extremos 1881-presente) | Parámetros climáticos promedio de Zlatoúst (extremos 1881-presente) | Parámetros climáticos promedio de Zlatoúst (extremos 1881-presente) | Parámetros climáticos promedio de Zlatoúst (extremos 1881-presente) | Parámetros climáticos promedio de Zlatoúst (extremos 1881-presente) | Parámetros climáticos promedio de Zlatoúst (extremos 1881-presente) | Parámetros climáticos promedio de Zlatoúst (extremos 1881-presente) | Parámetros climáticos promedio de Zlatoúst (extremos 1881-presente) | Parámetros climáticos promedio de Zlatoúst (extremos 1881-presente) | Parámetros climáticos promedio de Zlatoúst (extremos 1881-presente) | Parámetros climáticos promedio de Zlatoúst (extremos 1881-presente) | Parámetros climáticos promedio de Zlatoúst (extremos 1881-presente) | Parámetros climáticos promedio de Zlatoúst (extremos 1881-presente) | Parámetros climáticos promedio de Zlatoúst (extremos 1881-presente) |
| Mes                                                                 | Ene.                                                                | Feb.                                                                | Mar.                                                                | Abr.                                                                | May.                                                                | Jun.                                                                | Jul.                                                                | Ago.                                                                | Sep.                                                                | Oct.                                                                | Nov.                                                                | Dic.                                                                | Anual                                                               |
| ------------------------------------------------------------------- | ------------------------------------------------------------------- | ------------------------------------------------------------------- | ------------------------------------------------------------------- | ------------------------------------------------------------------- | ------------------------------------------------------------------- | ------------------------------------------------------------------- | ------------------------------------------------------------------- | ------------------------------------------------------------------- | ------------------------------------------------------------------- | ------------------------------------------------------------------- | ------------------------------------------------------------------- | ------------------------------------------------------------------- | ------------------------------------------------------------------- |
| Temp. máx. abs. (°C)                                                | 6.6                                                                 | 9.3                                                                 | 17.1                                                                | 27.6                                                                | 32.2                                                                | 35.1                                                                | 37.9                                                                | 34.0                                                                | 31.1                                                                | 23.6                                                                | 12.2                                                                | 8.3                                                                 | 37.9                                                                |
| Temp. máx. media (°C)                                               | -9.1                                                                | -6.7                                                                | -0.3                                                                | 8.6                                                                 | 16.8                                                                | 20.8                                                                | 22.3                                                                | 19.9                                                                | 13.8                                                                | 6.0                                                                 | -2.8                                                                | -8.0                                                                | 6.8                                                                 |
| Temp. media (°C)                                                    | -12.8                                                               | -11.5                                                               | -5.2                                                                | 3.3                                                                 | 10.7                                                                | 15.1                                                                | 16.9                                                                | 14.7                                                                | 9.0                                                                 | 2.3                                                                 | -6.0                                                                | -11.3                                                               | 2.1                                                                 |
| Temp. mín. media (°C)                                               | -16.2                                                               | -15.4                                                               | -9.4                                                                | -1.4                                                                | 4.9                                                                 | 9.8                                                                 | 12.0                                                                | 10.5                                                                | 5.2                                                                 | -0.5                                                                | -8.6                                                                | -14.3                                                               | -2                                                                  |
| Temp. mín. abs. (°C)                                                | -44.0                                                               | -40.5                                                               | -37.9                                                               | -25.7                                                               | -12.1                                                               | -2.8                                                                | 1.5                                                                 | -1.2                                                                | -7.9                                                                | -22.2                                                               | -40.1                                                               | -42.5                                                               | -44                                                                 |
| Precipitación total (mm)                                            | 31.3                                                                | 25.1                                                                | 34.4                                                                | 38.3                                                                | 60.9                                                                | 80.2                                                                | 107.8                                                               | 89.6                                                                | 63.3                                                                | 66.4                                                                | 46.1                                                                | 37.8                                                                | 681.2                                                               |
| Fuente: pogoda.ru.net                                               |                                                                     |                                                                     |                                                                     |                                                                     |                                                                     |                                                                     |                                                                     |                                                                     |                                                                     |                                                                     |                                                                     |                                                                     |                                                                     |

## Población
| 21.000 | 48.000 | 99.000 | 161.000 | 181.000 | 197.700 | 207.700 | 201.300 | 194.551 | 188.800 |

## Personas famosas
- Anatoli Kárpov (23 de mayo de 1951) excampeón mundial de ajedrez.
- Mijaíl Mijáilov (nació 1971), jugador de baloncesto profesional.
- Borís Sháposhnikov (1882–1945), comandante militar soviético, Mariscal de la Unión Soviética.
- Lidia Skóblikova (1939/) patinadora olímpica sobre hielo.